# 市川市指定文化財一覧
市川市指定文化財一覧（いちかわししていぶんかざいいちらん）は、千葉県市川市指定の文化財を一覧化したものである。

## 有形文化財
（2006年4月1日現在、全部で22件）
- 常夜灯 市川市 1基
- 随神門 葛飾八幡宮 1棟
- 狩野浄天夫妻墓石・供養塔 狩野一廣 3基
- 元弘の板碑 秦福寺 1基
- 木彫日蓮坐像 唱行寺 1躰
- 法華経寺黒門 法華経寺 1棟
- 本阿弥家分骨墓 法華経寺 3基
- 光悦筆扁額 法華経寺 3面
- 明戸古墳石棺 市川市 2基
- 浄光寺二王像 浄光寺 1躰
- 妙好寺山門 妙好寺 1棟
- 小笠原政信夫婦供養塔 總寧寺 2基
- 庚申五層塔 子安神社 1基
- 本阿弥光悦分骨墓 法華経寺 1基
- 真間万葉顕彰碑(真間井) 亀井院 1基
- 真間万葉顕彰碑(真間女墓) 弘法寺 1基
- 真間万葉顕彰碑(継橋) 真間史 蹟保存会 1基
- 鬼高遺跡出土一括遺物 市川市 1括
- 誕生仏 市川市 1躰
- 鈴近江翁碑 亀井院 1基
- 「ワートル薬性論」版木 市川市 8枚
- 徳願寺山門 徳願寺 1棟
- 徳願寺鐘楼 徳願寺 1棟
- 徳願寺経蔵 徳願寺 1棟

## 民俗文化財
（2006年4月1日現在、全部で2件）
- 御奉謝　※御奉謝保存会により続けられている行事
- 国府台辻切り　※国府台辻切り保存会により続けられている行事

## 史跡
（2006年4月1日現在、全部で4件）
- 美濃輪台遺跡 B地点
- 須和田遺跡
- 下総総社跡
- 鬼高遺跡

## 天然記念物
（2006年4月1日現在、全部で5件）
- ヒメアカネ
- ヒヌマイトトンボ
- 伊弉諾神社ハリギリ
- 愛宕神社イチョウ
- 禅照庵マキ